# Parabadminton
Le parabadminton (parfois para-badminton, handi-badminton ou badminton handisport) est un sport adapté du badminton qui est pratiqué par des personnes en situation de handicap physique.
La Fédération française de badminton a reçu délégation le 31 décembre 2016 du ministère des Sports pour gérer le para-badminton.

## Historique
Le parabadminton est né dans les années 1990 lorsque des joueurs allemands décident d’adapter les règles du badminton. La fédération internationale, International Badminton Association for the Disabled qui sera renommée ensuite Para-Badminton World Federation (PBWF), est créée en 1995. Un premier championnat européen est créé en 1998.
Les règles sont importées en France en 2004 et en 2011.
Lors de son congrès de juin 2011 à Dortmund, la PBWF décide de rejoindre la Fédération mondiale de badminton.
Le 7 octobre 2014, le comité international paralympique annonce l'organisation d'épreuves aux jeux paralympiques de Tokyo en 2020.
Les premiers championnats d'Europe organisés en France ont eu lieu à Rodez du 31 octobre au 4 novembre 2018. Les champions français y ont commencé à se positionner sur les premières marches des podiums. (D.Toupé (Argent en Simple WH1 et Double Homme WH), L.Mazur et F.Noël (Or en Simple SL4 et Or en XD Sl3-SU5), G.Gailly, M.Thomas, (Ag en Double H SL3-SL4), C.Bergeron (Ag en XD Sl3-SU5), C.Naudin (Br en SL3), H.Saumier V.Braud (Br en XD SL3-SU5), M.Loquette et G.Charlot, F.Morat (Br en Simple >SH6 et en DH SH6) sont  parmi les nombreux représentants français qui s'y sont distingués en remportant des titres et des médailles européens.
Les Jeux Paralympiques de Tokyo ont permis au parabadminton d'avoir ses lettres de noblesse internationales. Dix-neuf ans après les joueurs valides de badminton, les parabadistes ont enfin découvert l’esprit olympique à Tokyo début septembre 2021.  Un endroit de choix pour une première car « le Japon est un pays qui adore le badminton » (citation F.Noël 20 minutes.fr du 31 août 2021). Lucas Mazur, le joueur  y décroche la première médaille d'or du badminton français en catégorie SL4 et la médaille d'argent avec sa partenaire Faustine Noël en double mixte.

## Classification des handicaps
Les six catégories en simple au badminton sont les suivantes,, :
| Catégorie | Observations |
| --------- | --- |
| WH1       | Joueur assis en fauteuil roulant (wheelchair). L'athlète dispose d’un mauvais ou ne dispose pas d’équilibre du tronc. |
| WH2       | Joueur assis en fauteuil roulant (wheelchair). L'athlète dispose d’un équilibre du tronc normal ou proche de la normale. |
| SL3       | Joueur debout membre inférieur (standing/lower limb impairment minor). L'athlète marche ou court avec un boitement dû au handicap ou à l’absence de membre inférieur. |
| SL4       | Joueur debout membre inférieur (standing/lower limb impairment severe). L'athlète peut marcher avec une légère mou mais se déplace de manière fluide. |
| SU5       | Joueur debout membre supérieur (standing/upper limb impairment). L'athlète est limité dans la fonction de base du membre supérieur ou par l’absence du membre supérieur. La déficience peut concerner le « bras raquette » ou le « bras non-raquette » mais les critères sont différents. |
| SH6       | Joueur de petite taille (standing/short stature) (par exemple atteint d'achondroplasie). L'athlète doit entre autres mesurer au maximum 145 cm pour les hommes et 137 cm pour les femmes.                                                                                                 |

## Championnat mondial
Le championnat mondial existe depuis 1998. Il comprend des épreuves pour chaque catégorie de handicap des épreuves masculines et féminines et aussi des doubles qui peuvent être masculins , féminins ou mixtes qui associent plusieurs catégories (WH1-WH2 et SL3-SU 5).
| Edition  | Année | Lieu                         |
| -------- | ----- | ---------------------------- |
| I        | 1998  | Amersfoort, Pays-Bas         |
| II       | 2000  | Borken, Allemagne            |
| III      | 2001  | Cordoue, Espagne             |
| IV       | 2003  | Cardiff, Pays de Galles      |
| V        | 2005  | Hsinchu, Taïwan              |
| VI       | 2007  | Bangkok, Thaïlande           |
| VII      | 2009  | Séoul, Corée du Sud          |
| VIII     | 2011  | Guatemala, Guatemala         |
| IX (en)  | 2013  | Dortmund, Allemagne          |
| X (en)   | 2015  | Stoke Mandeville, Angleterre |
| XI (en)  | 2017  | Ulsan, Corée du Sud          |
| XII (en) | 2019  | Bâle, Suisse                 |
| XIII     | 2021  | Tokyo, Japon                 |
| XIV      | 2023  | Thaïlande                    |

## Autres disciplines
Deux autres disciplines existent : le badminton sourds (déficients auditifs) géré par la (Fédération Française de Badminton) (FFBaD) et le badminton adapté géré par la Fédération française du sport adapté (FFSA). Ces deux disciplines ne sont pas présentes aux Jeux paralympiques, les déficients auditifs organisent leurs propres jeux.